# سلیم نوک‌دراز
سلیم نوک‌دراز (نام علمی: Charadrius placidus) نام یک گونه از سرده سلیم‌های طوق‌دار است.